# Tierra Colorada, Santiago Amoltepec
Tierra Colorada är en ort i Mexiko.   Den ligger i kommunen Santiago Amoltepec och delstaten Oaxaca, i den sydöstra delen av landet, 400 km sydost om huvudstaden Mexico City. Tierra Colorada ligger 1 212 meter över havet och antalet invånare är 115.
Terrängen runt Tierra Colorada är bergig åt nordväst, men åt sydost är den kuperad. Runt Tierra Colorada är det ganska tätbefolkat, med 54 invånare per kvadratkilometer. Närmaste större samhälle är Barranca Cosida, 1,5 km sydost om Tierra Colorada. I omgivningarna runt Tierra Colorada växer huvudsakligen savannskog.